# Uinskoe
Uinskoe (in russo Уинское?) è un villaggio della Russia europea nord-orientale (Territorio di Perm'); è il centro amministrativo del distretto Uinskij.
Si trova a 69 km dalla stazione ferroviaria di Černuška, 125 km a sud di Perm'.